# 木更津金田バスターミナル
座標: 北緯35度25分55秒 東経139度55分14秒 / 北緯35.431947度 東経139.920636度
木更津金田バスターミナル（きさらづかねだバスターミナル）は、千葉県木更津市瓜倉にあるバスターミナルである。
愛称は一般公募により、チバスタアクア金田と命名された。

## 概要
木更津市が運営しており、東京湾アクアライン木更津金田ICの近隣に位置する。2004年（平成16年）に高速バスへのパークアンドライドを目的に、約8億6千万円の総工費をかけて既存ターミナルの隣接地に建設・設置された。自家用車からバスに乗り換えて東京駅・新宿駅・羽田空港・成田空港及び鴨川方面に移動することができる。高速バスや一般路線バスの他にタクシーや竜宮城スパ・ホテル三日月の送迎バスが発着する。
当初は2016年（平成28年）3月のオープンを予定していたが、乗り入れ関係で同市とバス運行会社との間で協議が難航し、予定より3か月遅れて同年6月11日に移転オープンした。ところがその時点で当該ターミナルに乗り入れるのは、東京・新宿・羽田空港・成田空港各方面の路線に留まっていた。その後も同市はバス運行会社と協議を続けた結果、2016年（平成28年）9月16日より品川・川崎・横浜各方面の路線も乗り入れるようになった。
「アクアわくわく市場」という数十軒の食料品店や飲食店などが集まった市場が隣接していたが、2014年（平成26年）3月に閉鎖されている。
利用者数は、2014年（平成26年）実績で年間58万人と好調であり、各線とも増便を重ね東京駅方面の発着本数は平日で227便にものぼる（東京行：平日116便・土曜休日107便、東京発：平日111便・土曜休日106便）。
当該ターミナルのオープン以前、東京駅方面を発着する高速バスは「高速金田」バス停から発着していた。
週末午後の東京湾アクアラインや金田地区周辺の交通渋滞により、高速バスの遅延事例が相次いでいることから、2019年（平成31年）4月1日ダイヤ改正から当面の間、土日・祝日の午後に当バスターミナルに乗り入れる多くの便が通過となった。
高速バス網の充実やバスターミナルを介した別のバス路線への乗り継ぎ向上を目的として、2021年（令和3年）現在、県南の各商工会議所や市民団体などが中心となり、バスターミナルを東京湾アクアライン連絡道路上に移転させる構想がある。

## 設備
- 乗降場（10面）
- タクシーのりば
- 一般送迎車用ブース
- 待合室
- 発券所
- ICカードチャージ機
- トイレ
- 多目的トイレ
- 市営駐車場（隣接）

## バス路線
| のりば番号 | 路線名                                                                  | 行先                                                                    | 運行会社                                    |
| ---------- | ----------------------------------------------------------------------- | ----------------------------------------------------------------------- | ------------------------------------------- |
| 1番        | （未定）                                                                |                                                                         |                                             |
| 2番        | 東京 - 木更津線 東京 - 君津線 東京 - 鴨川線（アクシー号） 東京 - 勝浦線 | バスターミナル東京八重洲 東雲車庫 東京タワー                            | 京成バス 日東交通 小湊鉄道                  |
| 3番        | 新宿 - 木更津線（アクアライナー）                                       | バスタ新宿                                                              | 小田急ハイウェイバス 小湊鉄道               |
| 4番        | 品川 - 木更津・長浦線                                                   | 品川駅港南口                                                            | 京浜急行バス 日東交通 小湊鉄道              |
| 5番        | 羽田空港 - 木更津線 成田空港 - 木更津線                                 | 羽田空港 成田空港                                                       | 京浜急行バス 日東交通 小湊鉄道 東京空港交通 |
| 6番        | 川崎 - 木更津線                                                         | 浮島BT 川崎駅                                                           | 日東交通 小湊鉄道 川崎鶴見臨港バス          |
| 7番        | 横浜 - 木更津線                                                         | 横浜駅東口                                                              | 京浜急行バス 日東交通 小湊鉄道              |
| 8番        | 三井アウトレットパーク - BT線 （一般路線バス）                          | 三井アウトレットパーク 袖ケ浦バスターミナル                             | 日東交通 小湊鉄道                           |
| 8番        | 三井アウトレットパーク - 茂原線                                         | 茂原駅                                                                  | 小湊鉄道                                    |
| 8番        | サン アンド ムーン                                                      | 京都、大阪、USJ                                                         | 大新東                                      |
| 9番        | 東京 - 鴨川線（アクシー号） 渋谷 - 鴨川線 (シーバレー号)                | 安房鴨川駅 亀田病院 パークウェルステイト鴨川 渋谷駅（渋谷マークシティ） | 日東交通 京成バス 東急トランセ              |
| 10番       | （降車専用）                                                            |                                                                         |                                             |

## 周辺施設
高速道路施設
- 東京湾アクアライン、アクア連絡道の接続点となる木更津金田インターチェンジ及び木更津金田本線料金所

駐車場
- 木更津市営金田第1・第2駐車場
- ナビパーク木更津瓜倉第1

商業施設
- 竜宮城スパ・ホテル三日月
- コストコ木更津倉庫店
- 三井アウトレットパーク 木更津
- 木更津かんらんしゃパークKISARAPIA
- WILD BEACH

海岸
- 金田海岸（竜宮城スパ・ホテル三日月に併設）
- 見立海岸
- 牛込海岸